# Miconia dielsiana
Miconia dielsiana är en tvåhjärtbladig växtart som beskrevs av Ignatz Urban. Miconia dielsiana ingår i släktet Miconia och familjen Melastomataceae. Inga underarter finns listade i Catalogue of Life.